# Bruna Brelaz
Bruna Chaves Brelaz (Manaus, 1995) é uma estudante e ativista do movimento estudantil brasileiro, ex-presidente da União Nacional dos Estudantes (UNE) de 2021–2023. Tornou-se a primeira mulher negra e nortista a comandar a União Nacional dos Estudantes (UNE), tendo sido candidata ao cargo pelo movimento "Contra-Atacar". Atualmente, é Presidenta do Conselho Nacional de Juventude (CONJUVE).

## Formação
É filiada a União da Juventude Socialista (UJS), foi estudante do Instituto de Educação do Amazonas (IEA) ingressou no curso de Pedagogia na Universidade do Estado do Amazonas (UEA) através do sistema de cotas em 2013, onde fortaleceu a atuação no movimento estudantil.
Atualmente é estudante do sexto semestre de Direito da Faculdade Autônoma de Direito de São Paulo.

## Movimento Estudantil
No movimento estudantil, integra a União da Juventude Socialista (UJS). Iniciou sua trajetória no movimento estudantil secundarista, em 2011.  
Na ocasião, ela ingressou no grêmio do Instituto de Educação do Amazonas. Em 2013, ingressou na Universidade do Estado do Amazonas (UEA), no curso de pedagogia através das cotas. Além disso, foi eleita diretora do Diretório Central dos Estudantes (DCE) e presidente da União Estadual dos Estudantes do Amazonas (UEE-AM).
Já em 2017, passou a integrar a executiva da UNE, na diretoria de Relações Institucionais e representou os interesses dos estudantes em Brasília. Em 2019, foi eleita tesoureira da entidade.

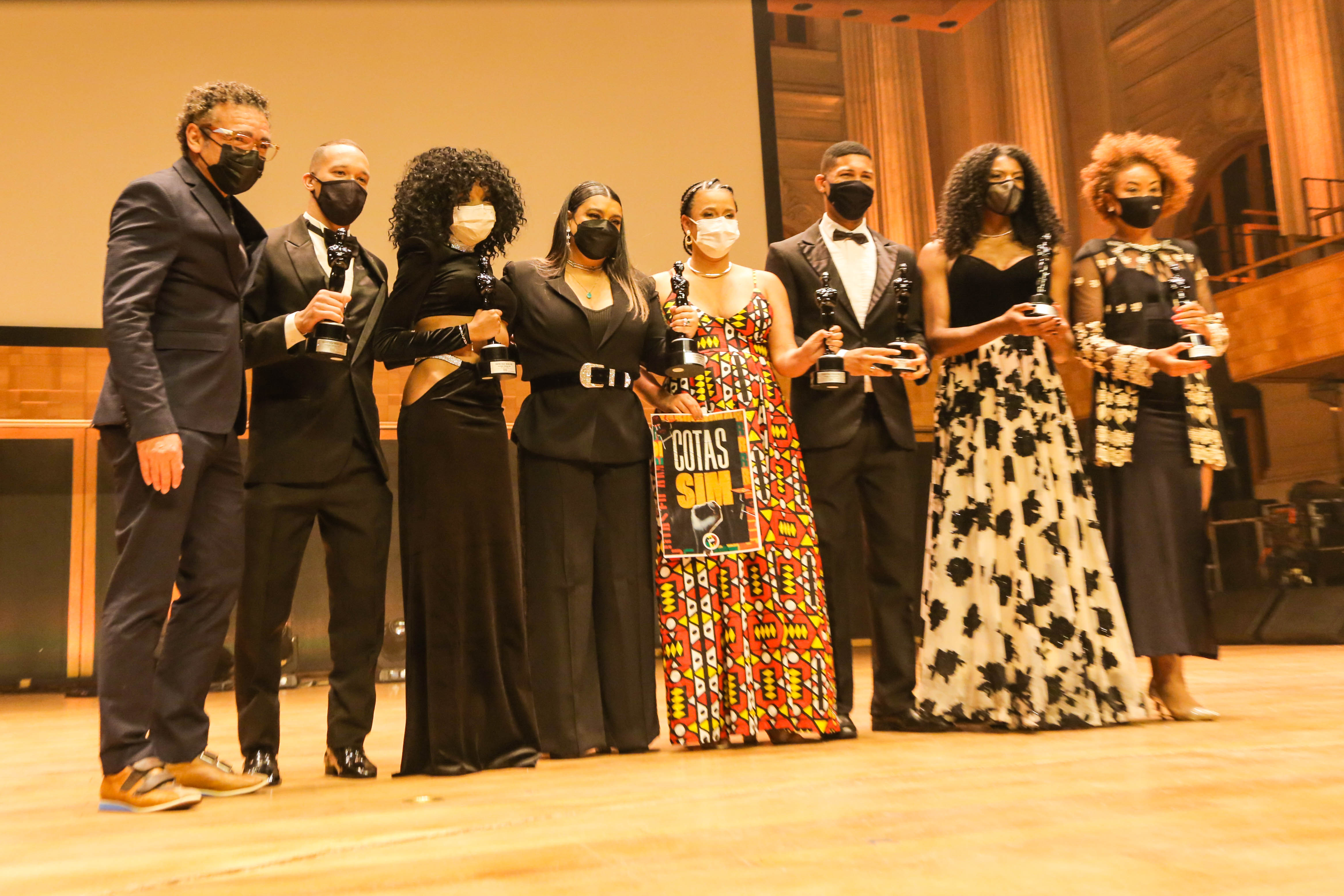
Bruna Brelaz recebendo o Prêmio Troféu Raça Negra 2021.

Em julho de 2021, durante o Congresso Extraordinário da UNE , que por conta da pandemia de COVID-19 ocorreu de forma virtual. Foi indicada, em caráter excepcional, pelos próximos 12 meses a presidir a nova diretoria da entidade. Durante o 68 Conselho Nacional de Entidades Gerais da UNE, foi aprovada a recondução de Bruna Brelaz para a presidência da entidade por mais 12 meses.
A cerimônia de posse da nova diretoria da União Nacional dos Estudantes (UNE), ocorreu no dia 25 de agosto de 2021, no Salão Negro do Congresso Nacional. O presidente do Senado, Rodrigo Pacheco, participou da solenidade.
Em outubro de 2021, Bruna defendeu a criação de uma Frente Ampla para derrotar Bolsonaro, tendo reuniões com Lula, Fernando Henrique Cardoso, Ciro Gomes, Tábata Amaral, Guilherme Boulos, Marina Silva, além de apontar a existência de uma rede de ódio da esquerda brasileira, motivo pelo qual sofreu diversos ataques políticos, racistas e machistas.
No dia 21 de novembro de 2021, aconteceu a cerimônia de premiação da 19ª edição do Troféu Raça Negra na Sala São Paulo. A presidente da União Nacional dos Estudantes (UNE), Bruna Brelaz recebeu o troféu raça negra e também foi oradora principal do evento, levando uma mensagem em apoio à Lei de Cotas, Também foram homenageados outras personalidades como a cantora Ludmilla, Thelma Assis - vencedora do BBB 20, Preta Gil - Cantora,  Fernanda Garay - atleta do vôlei feminino, Hebert Conceição - Atleta Olímpico do Boxe. 
Sob a presidência de Bruna, no mês de dezembro de 2021, a UNE realizou o 1˚ Encontro dos Estudantes da Amazônia, com o tema: “Estudantes curupiras em defesa do Brasil” e teve como propósito debater com a juventude estudantil as medidas necessárias para o desenvolvimento econômico sustentável na região amazônica. 
Após participar ativamente da eleição presidencial de 2022, onde o Presidente eleito foi Luiz Inácio Lula da Silva, Bruna Brelaz foi nomeada para compor o governo de transição . No início de 2023, a União Nacional dos Estudantes realizou a 13ª Bienal de Cultura e Arte da UNE, no Rio de Janeiro, espaço que contou com a participação de diversas Ministras de Estado, entre elas a ministra da Cultura Margareth Menezes.